# Toyota, Aichi
Thành phố Toyota (豊田市 (Phong Điền thị) Toyota-shi, ') là một thành phố ở giữa phần phía Bắc của tỉnh Aichi ở vùng Chūbu của Nhật Bản và là một đô thị trung tâm của vùng này.
Thành phố được thành lập vào năm 1951, lúc đầu mang tên là Koromo. Đến năm 1957, thành phố được đổi tên thành Toyota. Sau nhiều lần mở rộng, hiện đây là đơn vị hành chính có diện tích lớn nhất của tỉnh Aichi.
Trong thành phố có nhiều cơ sở và các doanh nghiệp thầu phụ của hãng chế tạo ô tô Toyota. Thành phố cũng có nhiều người nước ngoài gốc Nam Mĩ (nhất là Brasil) đến cư trú và lao động trong các nhà máy thuộc ngành chế tạo.
Giao thông trong thành phố tiện lợi với hệ thống đường sắt đô thị gồm: tuyến Toyota, tuyến vòng tròn Aichi, tuyến Tobu Kyuryo. Trong những kiến trúc đáng chú ý tại thành phố có cầu Toyota Ōhashi, sân vận động Toyota.
Thành phố Toyota kết nghĩa với thành phố Detroi của Mĩ cũng là một thành phố của ngành chế tạo ô tô.

## Thành phố kết nghĩa
| Thành phố kết nghĩa | Quốc gia         |
| ------------------- | ---------------- |
| Detroit             | Michigan, Hoa Kỳ |
| Derby               | Anh              |